# Lahannya

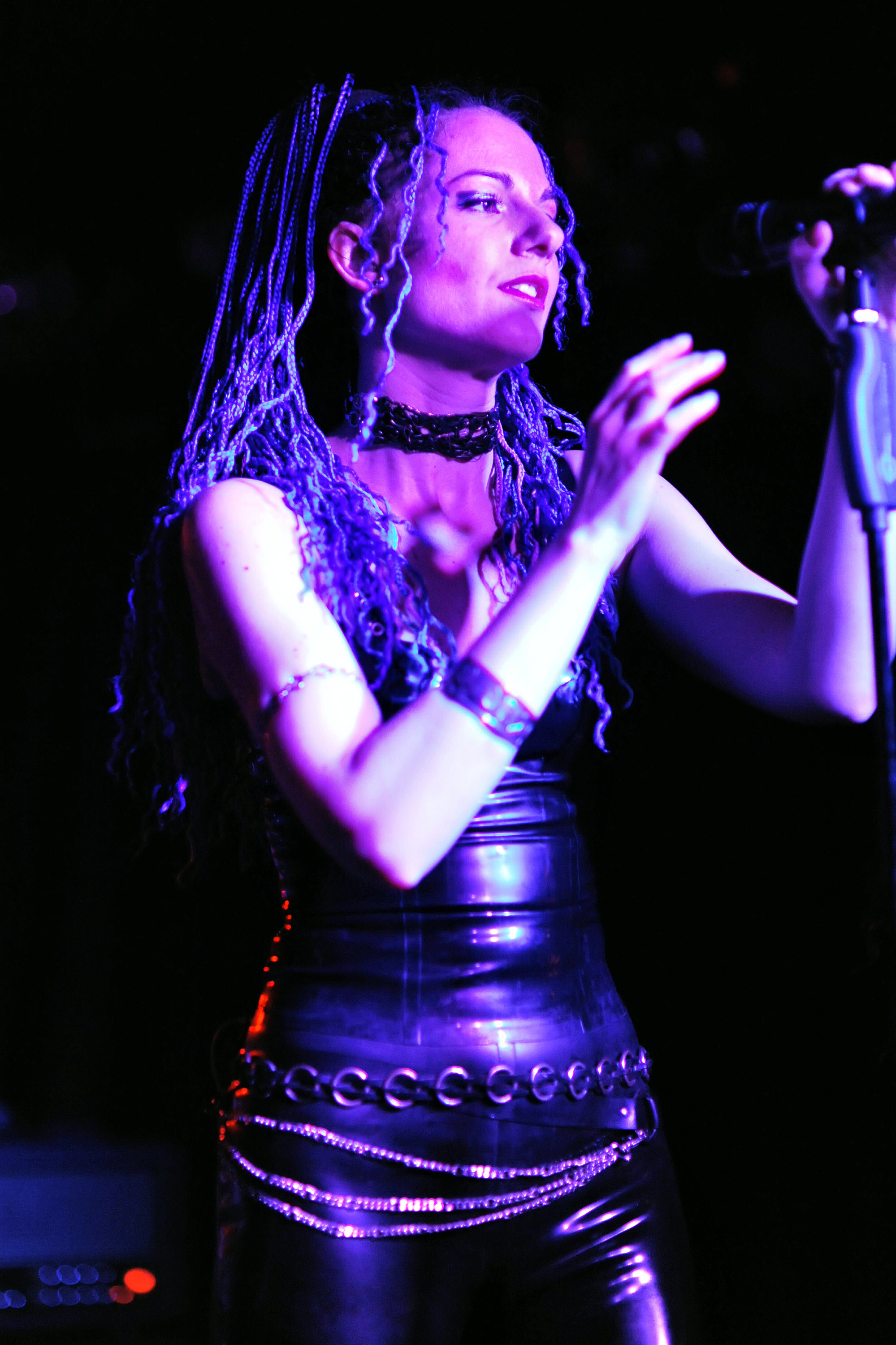
6. Dez. 2009, MarX (Markthalle Hamburg)

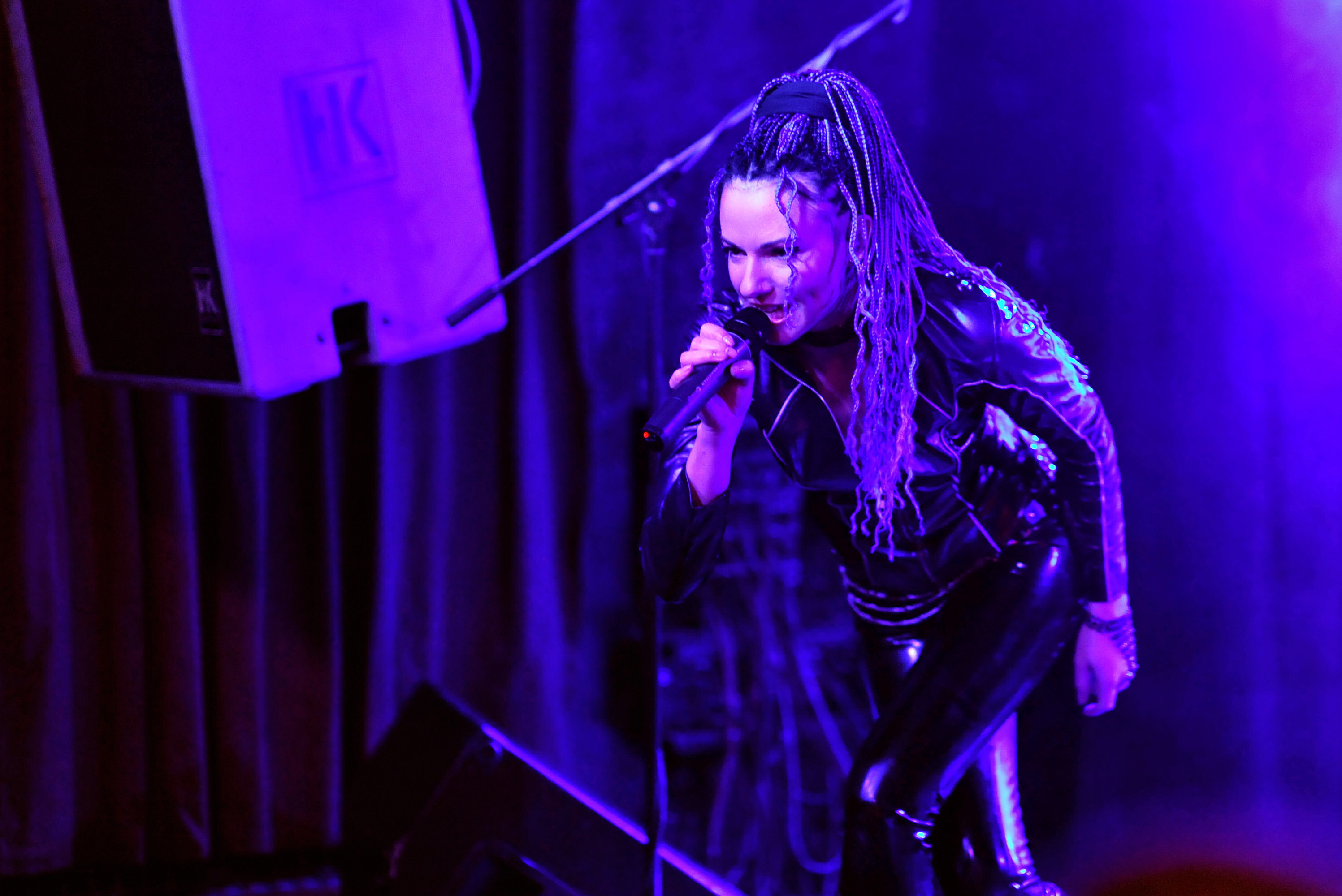
6. Dez. 2009, MarX (Markthalle Hamburg)

Lahannya ist sowohl der Name einer britischen Sängerin und Songschreiberin, als auch der Band, als deren Frontfrau sie fungiert. Zudem arbeitet sie sporadisch als DJ im Londoner Club Slimelight. Bekanntheit erlangte sie vor allem durch ihre Zusammenarbeit mit Greenhaus, Soman, Combichrist, Dracul und ASP.

## Biografie

### Anfänge
Lahannyas musikalische Karriere begann mit dem selbstproduzierten Track Drowning, der 1998 auf der Amdusicas-Compilation erschien. Angespornt von positiven Reaktionen veröffentlichte sie schließlich ihr gleichnamiges Debüt. Nach dem Umzug von Brighton nach London begann die Britin als DJ im dortigen Slimelight-Club zu arbeiten. Die dort geknüpften Kontakte resultierten unter anderem in einer Zusammenarbeit mit dem deutschen Künstler Soman (Mask, Eye to eye, Tears).

### Entwicklung nach 2004
Im Jahr 2004 traf Lahannya auf dem M’era Luna Festival zufällig auf Lutz Demmler, den Bassisten und Produzenten der Band Umbra et Imago. Aus der sich schnell entwickelnden Freundschaft der beiden entstand die Idee, ein gemeinsames Album aufzunehmen – Shotgun Reality (veröffentlicht 2007) war geboren. Die Scheibe diente Lahannya als Sprungbrett zu weiteren Gemeinschaftsprojekten mit Künstlern wie z. B. Xotox.
Zwei Jahre später erhielten Lahannya und Lutz Demmler schließlich Unterstützung von Belle (bekannt durch Nosferatu, Killing Miranda u. a.) an den Drums und Chris Milden (NFD) an der Gitarre. Gemeinsam absolvierte das Quartett mehrere ausverkaufte Shows im Vorprogramm der amerikanischen Musikerin Emilie Autumn.
Schlagzeuger Belle verließ die Band Ende 2010 aus persönlichen Gründen. Seinen Nachfolger bildet Luca Mazzucconi, der wie Chris Milden ebenfalls Mitglied der britischen Band NFD ist.

### "Welcome to the underground"
Die 2008 veröffentlichte EP "Welcome to the underground" zeichnet eine futuristische Welt im Großbritannien des Jahres 2015, in der permanente Überwachung an der Tagesordnung ist. Freidenker und Individualisten sind unerwünscht und gezwungen, sich entweder der Masse zu beugen oder ein isoliertes Leben in den U-Bahn-Schächten Londons zu führen.
Kurz nach dem Release stellten Lahannya die EP auf einer Tournee mit ASP vor. Gleichzeitig diente sie als Einleitung des 2009 folgenden Albums "Defiance", das die auf der EP begonnene Geschichte weitererzählt.

### "Defiance", "Scavenger" und "Dystopia"
Die im November 2010 veröffentlichte Single „Scavenger“ enthält neben zwei Songs des folgenden Albums „Dystopia“ Liveaufnahmen älterer Songs, aufgenommen auf dem Essen Original 2010. Des Weiteren ist eine Live-DVD enthalten, die den Auftritt der Band beim Metal Female Voices Fest 2009 zeigt. Am 7. Oktober 2011 erschien das dritte Album der Band, "Dystopia". Auch dieses setzt thematisch wiederum dort an, wo der Vorgänger "Defiance" schloss.

### "Sojourn"
Im November 2013 wurde die Live-DVD "Sojourn" veröffentlicht, die neben Filmaufnahmen von Liveauftritten der Band auf dem M'Era-Luna-Festival 2012 und dem Metal Female Voices Fest 2012 auch zwei CDs enthält. Auf diesen befinden sich zum einen die Höhepunkte der Festivalauftritte der DVD sowie ein Zusammenschnitt älterer Kollaborationen mit Greenhaus, Soman, Xotox und Dracul.

## Diskografie

### Eigene Veröffentlichungen
- 2000: Drowning (EP) (Kabuki Records)
- 2007: Bleed for me (Single) (Nur als Download erhältlich)
- 2007: Shotgun Reality (Album) (Kabuki Records)
- 2008: Welcome to the underground (EP) (Kabuki Records)
- 2009: Defiance (Album) (Kabuki Records)
- 2010: Scavenger (Single und DVD) (Kabuki Records)
- 2011: Dystopia (Album) (Kabuki Records)
- 2013: Sojourn (Live-DVD/CD) (Kabuki Records)

### Außerdem zu hören auf
- 1998: Various – Amdusicas (Zenflesh Records)
- 2003: Greenhaus – Another Life (Phuture Recordings)
- 2004: Soman – Revenge (Out of line Music)
- 2004: Combichrist – Sex, Drogen und Industrie (Out of line Music)
- 2004: Various – Machineries of Joy, Vol 3 (Out of line Music)
- 2005: Xotox – Psi (Pronoize)
- 2006: Various – Harmonia Mundi (Danse Macabre)
- 2006: Dracul – Like an animal (Spirit Productions)
- 2007: Soman – Mask (Infacted)
- 2007: ASP – Nie mehr! (Trisol)
- 2008: Xotox – In den zehn Morgen (Pronoize)